# Coupe de la Ligue d'Irlande du Nord de football 2017-2018
Navigation
Édition précédente Édition suivante
La 32e coupe de la Ligue d'Irlande du Nord de football, connue aussi de par son contrat de sponsoring sous le nom de BetMcLean League Cup se dispute entre le 5 août 2017 et février 2018. Le Ballymena United Football Club remet en jeu son titre. 
La compétition oppose les 36 clubs qui disputent les trois premiers niveaux du championnat d'Irlande du Nord de football : NIFL Premiership, NIFL Championship 1 et NIFL Premier Intermediate League.
Les Dungannon Swifts remportent la compétition en battant en finale les tenants du titre Ballymena United sur le score de trois buts à un. C'est le premier titre nationale de l'histoire de ce club.

## Organisation
La compétition se dispute sur le principe de l'élimination directe jusqu'à la finale. Elle oppose les trente six clubs disputant les trois niveaux les plus élevés du championnat d'Irlande du Nord de football, Premiership, Championship 1 et Premier Intermediate League. Les seize clubs les mieux classés au terme de la saison 2014-2015 sont qualifiés directement pour le deuxième tour en y sont tête de série. Ces seize clubs sont les douze participant au Premiership et les clubs ayant terminé dans les quatre premiers du Championship 1. Un tirage au sort est effectué parmi les vingt autres club pour déterminer les participants au premier tour.
| Tour             | Matchs          | Clubs   |
| ---------------- | --------------- | ------- |
| Premier tour     | 5 août 2017     | 36 → 32 |
| Deuxième tour    | 29 août 2017    | 32 → 16 |
| Troisième tour   | 17 octobre 2017 | 16 → 8  |
| Quarts de finale | novembre 2017   | 8 → 4   |
| Demi-Finales     | décembre 2017   | 4 → 2   |
| Finale           | février 2018    | 2 → 1   |

## Premier tour
Le tirage au sort désigne les équipes qui disputent ce premier tour. Les matchs se déroulent le samedi 5 août 2017 sur le terrain du premier nommé.
| Club recevant        | Score | Club visiteur   | Lieu de la rencontre | Date   |
| -------------------- | ----- | --------------- | -------------------- | ------ |
| HW Welders           | 3-0   | Armagh City     |                      | 5 août |
| Portstewart FC       | 2-3   | Limavady United |                      | 5 août |
| Sport&Leisure Swifts | 0-1   | Lurgan Celtic   |                      | 5 août |
| Dergview FC          | 4-0   | Annagh United   |                      | 5 août |

## Deuxième tour
| Club recevant         | Score           | Club visiteur      | Lieu de la rencontre | Date |
| --------------------- | --------------- | ------------------ | -------------------- | ---- |
| Ballinamallard United | 0-0 t. a. b.8-7 | Tobermore United   |                      |      |
| Ards FC               | 5-0             | Queens University  |                      |      |
| Ballyclare Comrades   | 2-0             | Newington YC       |                      |      |
| Ballymena United      | 3-0             | Knockbreda FC      |                      |      |
| Carrick Rangers       | 2-0             | Dergview FC        |                      |      |
| Cliftonville FC       | 4-0             | Banbridge Town     |                      |      |
| Coleraine FC          | 4-1             | Larne FC           |                      |      |
| Crusaders FC          | 2-1             | Dundela FC         |                      |      |
| Glenavon FC           | 5-1             | Donegal Celtic     |                      |      |
| Limavady United       | 0-1             | PSNI               |                      |      |
| Linfield FC           | 6-0             | Lisburn Distillery |                      |      |
| Loughgall FC          | 0-1             | Glentoran FC       |                      |      |
| Moyola Park           | 0-0 t. a. b.8-9 | Institute FC       |                      |      |
| Newry City            | 0-4             | Dungannon Swifts   |                      |      |
| Portadown FC          | 3-2             | HW Welders         |                      |      |
| Warrenpoint Town      | 4-1             | Lurgan Celtic      |                      |      |

## Troisième tour
Le troisième tour se dispute les 3, 10 et 17 octobre 2017.
| Club recevant         | Score | Club visiteur    | Lieu de la rencontre | Date       |
| --------------------- | ----- | ---------------- | -------------------- | ---------- |
| Ballinamallard United | 0-3   | Linfield FC      |                      | 3 octobre  |
| Ballyclare Comrades   | 1-0   | Institute FC     |                      | 3 octobre  |
| Cliftonville FC       | 7-0   | PSNI             |                      | 3 octobre  |
| Ballymena United      | 2-0   | Portadown FC     |                      | 10 octobre |
| Glentoran FC          | 0-1   | Carrick Rangers  |                      | 10 octobre |
| Warrenpoint Town      | 0-1   | Dungannon Swifts |                      | 10 octobre |
| Ards FC               | 4-0   | Glenavon FC      |                      | 17 octobre |
| crusaders FC          | 3-2   | Coleraine FC     |                      | 17 octobre |

## Quarts de finale
| Quart de finale 1 | Ballymena United                                       | 3-2        | Ards FC                               | The Showgrounds        |                        |
| 15 novembre 2017  | Cathair Friel 29e · Gary Thompson 49e · Tony Kane 118e | (1–0, 2-2) | Michael Ruddy 54e · Johnny Taylor 63e | Arbitrage : Ian McNabb | Arbitrage : Ian McNabb |

| Quart de finale 2 | Carrick Rangers | 0-1   | Cliftonville FC   |                             |                             |
| 15 novembre 2017  |                 | (0–0) | Rory Donnelly 31e | Arbitrage : Raymond Crangle | Arbitrage : Raymond Crangle |

| Quart de finale 3 | Crusaders FC | 2-0 | Linfield FC |                               |                               |
| 15 novembre 2017  |              | (–) |             | Diffuseur : BBC Sport website | Diffuseur : BBC Sport website |

| Quart de finale 4 | Dungannon Swifts | 2-1 | Ballyclare Comrades |  |  |
| 15 novembre 2017  |                  | (–) |                     |  |  |

## Demi-finales
| Demi-finale 1   | Dungannon Swifts                     | 2-1        | Crusaders FC     | Stangmore Park           |                          |
| 30 janvier 2018 | Peter McMahon 85e · Ryan Harpur 105e | (0-0, 1-1) | Colin Coates 50e | Arbitrage : Andrew Davey | Arbitrage : Andrew Davey |

| Demi-finale 2   | Ballymena United                                     | 3-1   | Cliftonville FC  | Showgrounds               |                           |
| 10 février 2018 | Leroy Millar 60e · Tony Kane 73e · Cathair Friel 93e | (0-0) | Jay Donnelly 90e | Arbitrage : Keith Kennedy | Arbitrage : Keith Kennedy |
| 10 février 2018 | Rapport                                              |       |                  | Arbitrage : Keith Kennedy | Arbitrage : Keith Kennedy |

## Finale
Dungannon Swifts est en position pour remporter son tout premier trophée dans cette compétition. Il affronte en finale le tenant du titre Ballymena United
| Finale                | Ballymena United Football Club | 1-3   | Dungannon Swifts Football Club        | Windsor Park             |                          |
| 17 février 2018 17:30 | Kyle Owens 17e                 | (1-2) | Ryan Mayse 11e 37e · Cormac Burke 55e | Arbitrage : Tim Marshall | Arbitrage : Tim Marshall |

Dungannon Swifts remporte la compétition pour la toute première fois en battant Ballymena 3 buts à 1.